# Пхрэ-пво
Пхрэ-пво, или северо-восточный пво (Northeastern Pwo Karen, Phrae, Phrae Pwo Karen, Prae, Pwo Phrae) — каренский язык, на котором говорит народ кая в восточных провинциях, включая Пхрэ, на севере Таиланда. Пхрэ-пво не имеет взаимопонятность с другими языками пво.